# رقابت نامتقارن
رقابت نامتقارن (به انگلیسی: Asymmetric competition)، به شکل‌هایی از رقابت کسب‌وکار اشاره دارد که در آن شرکت‌ها در برخی بازارها یا زمینه‌ها رقیب در نظر گرفته می‌شوند اما در برخی دیگر نه. در چنین مواردی یک شرکت ممکن است انتخاب کند که منابع رقابتی و اقدامات بازاریابی را بین رقیبان خود به تناسب سهم بازار آنها تخصیص دهد. رقابت نامتقارن را می‌توان با استفاده از تکنیک‌هایی مانند مقیاس‌بندی چندبعدی و نقشه‌برداری ادراکی تجسم کرد.

## شکل‌های رقابت نامتقارن
- شرکت A ممکن است در برخی بازارها با B رقابت کند اما در برخی دیگر نه.
- شرکت A بر سر ویژگی‌های خاص (مانند قابلیت اطمینان و طراحی) با B رقابت می‌کند اما بر سر ویژگی‌های دیگر (قیمت) رقابت نمی‌کند.
- شرکت A، شرکت B را به عنوان یک رقیب در نظر می‌گیرد اما شرکت B، شرکت A را رقیب نمی‌داند.
- شرکت A، شرکت B را رقیب نمی‌داند، با این حال، مصرف‌کنندگان محصولات شرکت A را در رقابت با محصولات شرکت B می‌بینند.